# Rahmatganj MFS
Rahmatganj MFS is een Bengalees voetbalclub. De club is opgericht in 1933. De club speelt anno 2020 in Bangladesh Premier League. Tiger Cement is een hoofd sponsor van de club sinds 2014

## Lijst met trainers
| Trainers          | van              | Tot   |
| ----------------- | ---------------- | ----- |
| Syed Golam Jilani | 10 Februari 2017 | Heden |

## Erelijst
- Bangladesh Championship League : 2014 (1x)